# ملعب الاستقلال (باكاو)
ملعب الاستقلال هو ملعب متعدد الاستخدام يقع في مدينة باكاو الغامبية . غالبا ما يتم استخدامه لمباريات كرة القدم . يسع الملعب لجلوس 20 ألف متفرج . يعتبر الملعب الرسمي الذي يخوض فيه منتخب غامبيا مبارياته الدولية .